# Javier Setó
Xavier Setó i Casanova dit Javier Setó, né en 1926 à Lérida (Catalogne) et mort en 1969 à Madrid (Communauté de Madrid), est un réalisateur et scénariste catalan et espagnol.

## Biographie
Il commence sa carrière par le cinéma amateur et passe rapidement aux productions professionnelles en tant qu'assistant réalisateur et assistant cadreur. Il débute comme réalisateur à Barcelone, sous la direction d'Ignacio F. Iquino, qui produit ses trois premiers films. Dans cette première phase de sa carrière, il réalise un type de film qui correspondent aux modes de l'époque. Son premier film est Mercado prohibido (es) (1952), suivi de Fantasía española (es) (1953) et Pasaporte para un ángel (1953). Sa deuxième partie de carrière se déroule à Madrid, où il tourne des films plus commerciaux. En 1956, il sort Saeta rubia (es), qui tourne autour du footballeur Alfredo Di Stéfano. Plus tard, il réalise Pelusa (es) (1961), qui marque les débuts au cinéma de la vedette Marujita Díaz, avec laquelle il a travaillé dans Han robado una estrella (1961), Lulú (1962) et Abuelita Charlestón (es) (1962). Setó a également participé à plusieurs coproductions telles que Pain, Amour et Andalousie (1958). Son œuvre la plus ambitieuse est une coproduction avec les États-Unis intitulée Le Castillan (1963), qui retrace la vie de Ferdinand González de Castille, avec Broderick Crawford et Frankie Avalon à la distribution.
Malgré une filmographie étendue en raison d'une vitesse de tournage rapide, Setó n'a réalisé que des films du début des années cinquante à la fin des années soixante.

## Filmographie

### Réalisateur
- 1952 : Mercado prohibido (es)
- 1953 : Passion gitane (es) (Bronce y luna)
- 1953 : Fantasía española (es)
- 1953 : Pasaporte para un ángel
- 1954 : Mourir à l'aube (Mañana, cuando amanezca)
- 1955 : El puente del diablo
- 1955 : Ha pasado un hombre
- 1956 : Duelo de pasiones
- 1956 : Saeta rubia (es)
- 1957 : Maravilla (1957)
- 1958 : Pain, Amour et Andalousie (Pan, amor y... Andalucía)
- 1960 : Pelusa (es)
- 1962 : Abuelita Charlestón (es)
- 1962 : Lulú (El globo azul)
- 1963 : El escándalo
- 1963 : Le Castillan (El valle de las espadas)
- 1963 : Han robado una estrella
- 1963 : Las otoñales (1963)
- 1965 : Flor salvaje (es)
- 1965 : La llamada (es)
- 1965 : Tabú (en) (Tabú: Fugitivos de las islas del sur)
- 1966 : Pabellón de España (court-métrage documentaire)
- 1966 : Querido profesor
- 1968 : Long Play
- 1968 : L'Assassin fantôme (Viaje al vacío)
- 1969 : Le Clan des frères Mannata (¡Viva América!)

### Scénariste
- 1953 : Pasaporte para un ángel
- 1954 : Mourir à l'aube (Mañana, cuando amanezca)
- 1955 : El puente del diablo
- 1955 : Ha pasado un hombre
- 1956 : Duelo de pasiones
- 1956 : Saeta rubia (es)
- 1962 : Abuelita Charlestón (es)
- 1962 : Lulú (El globo azul)
- 1963 : El escándalo
- 1963 : Le Castillan (El valle de las espadas)
- 1963 : Han robado una estrella
- 1965 : La llamada (es)
- 1965 : Tabú (en) (Tabú: Fugitivos de las islas del sur)
- 1966 : Pabellón de España (court-métrage documentaire)
- 1968 : Long Play
- 1968 : L'Assassin fantôme (Viaje al vacío)
- 1969 : Le Clan des frères Mannata (¡Viva América!)